# بيت القحم (كحلان عفار)

تعديل مصدري - تعديل

بيت القحم هي إحدى قرى عزلة الدقيمي بمديرية كحلان عفار التابعة لمحافظة حجة، بلغ تعداد سكانها 150 نسمة حسب تعداد اليمن لعام 2004.